# Papaipema necopina
Papaipema necopina là một loài bướm đêm trong họ Noctuidae.